# كويزية
كويزية (الاسم العلمي: Cantharellaceae) هي فصيلة من الفطريات تتبع رتبة الكويزيات من طائفة الغاريقونسيت.

## أجناس
- الكويزي (بالإنجليزية: Cantharellus)‏ وهو الجنس النموذجي لهذه الفصيلة.
- (بالإنجليزية: Craterellus)‏
- (بالإنجليزية: Goossensia)‏
- (بالإنجليزية: Parastereopsis)‏
- (بالإنجليزية: Pterygellus)‏